# Max Giese (Bauunternehmer)

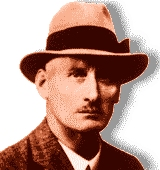
Porträt

Max Giese (* 1879 in Sigmaringen; † 1935 in Kassel; beerdigt in Kiel) war ein deutscher Bauunternehmer und erfand 1928 die Betonpumpe. In Kiel ist eine Straße nach ihm benannt.

## Die Erfindung
Unzulänglichkeiten beim Umgang mit dem herkömmlichen Gießturm brachten 1927 die Ingenieure Max Giese und Fritz Hell auf die Idee, den Beton von der Mischmaschine direkt zur Verwendungsstelle zu pumpen. Dabei kam es vor allem darauf an, den Kraftverbrauch gegenüber der Gießturm-Methode möglichst gering zu halten. Der verminderte Wassergehalt des Betons im Pumpverfahren sparte nicht nur Energie, sondern ließ das Material auch zügiger und fester abbinden. Kies oder gebrochenes Steinmaterial fanden Verwendung. Gepumpt werden konnte bis zu 38 m Höhe und bis zu Entfernungen von 120 Metern.

## Unternehmen

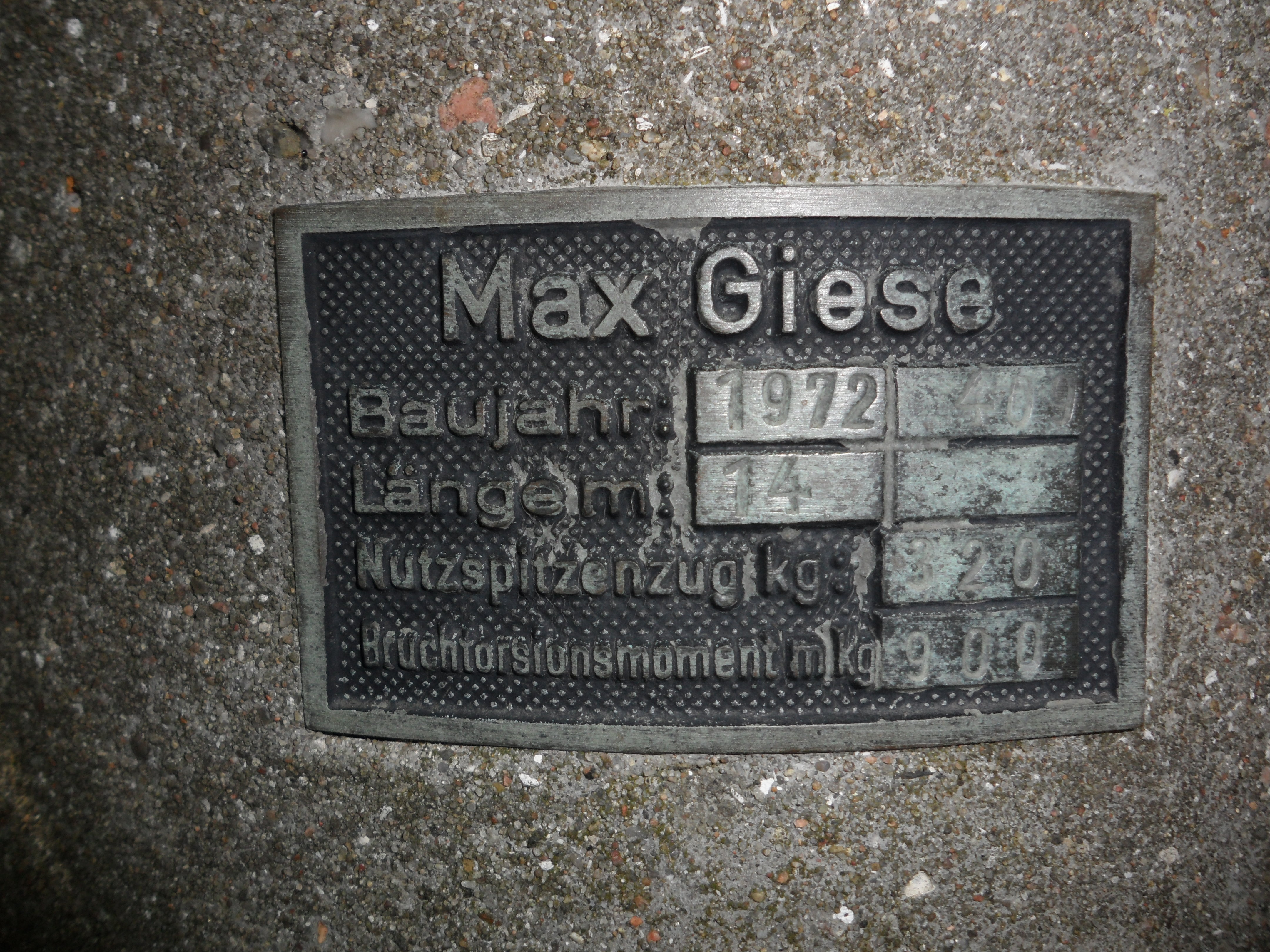
Typenschild an einem Strommast der Firma Max Giese aus dem Jahr 1972

Max Giese war auch Gründer der Max Giese Bau GmbH, das sich zu einem bedeutenden Bauunternehmen mit Sitz in Kiel entwickelte. Seit 1951 fertigte die Firma Betonfertigteile, im Jahr 1967 wurde ein weiteres Werk in Wankendorf eröffnet. Die Produktion umfasste anfangs vor allem Spannbetonmasten und Spannbeton-Rammpfähle. Die Rammpfähle wurden als Tiefgründungselemente und im Küstenschutz für den Bau von Buhnen verwendet. Die Masten wurden als Strom-, Bahn- und Lampenmasten verwendet. 2003 musste das Unternehmen Insolvenz anmelden.

## Erteilte Patente

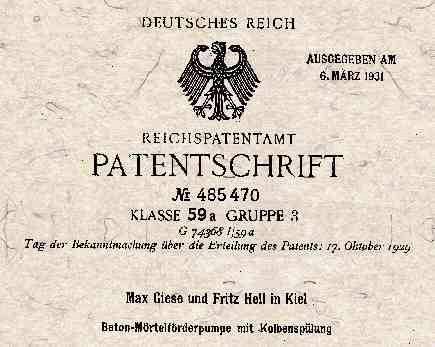
Patentschrift der Betonpumpe (1931)

Folgende Patente wurde Max Giese und Fritz Hell erteilt:

### Verfahren zum Fördern von Beton auf Bauten
Patentschrift Nr. 553 060 vom 25. Dezember 1927, veröffentlicht am 2. Juni 1932,
Patentanspruch:
Verfahren zum Fördern von Beton auf Bauten, bei dem der Beton durch Rohrleitungen von der Mischmaschine zur Verwendungsstelle gedrückt wird, dadurch gekennzeichnet, dass der gebrauchsfertige Beton einer Förderpumpe zufließt und von dieser in ununterbrochenem Strom der Verwendungstelle zugeführt wird.

### Beton-Mörtelförderpumpe mit Kolbenspülung
Patentschrift Nr. 485 470 vom 22. September 1928, veröffentlicht am 17. Oktober 1929, Patentanspruch:
1. Beton-Mörtelförderpumpe mit Kolbenspülung, dadurch gekennzeichnet, dass zwecks Freihaltens der Ein- und Auslassventile von Fördegut während der Arbeitshübe der Pumpe das Einlassventil auf dem in der Mitte des Pumpenraumes endigenden Einlassstutzen, das Auslassventil auf dem in den Windkessel hineinragende Ende der Verbindungsleitung vom Pumpenraum her angeordnet ist.
2. Pumpe nach Anspruch 1 mit zwischen Kolben und Zylinder vorgesehenem Ringraum, dadurch gekennzeichnet, dass der zwischen den Abdichtungen vorgesehene Ringraum eine abgemessene Menge Spülwasser für Kolben und Zylinderwand fasst.

## Patentrechte im Ausland
Die beiden Patente wurden in folgenden Ländern bzw. Gebieten eingetragen:
England, Neuseeland, Südafrika, Britisch-Indien, Ägypten, Australien, Frankreich, Belgien, Schweiz, Italien, Spanien, Nordamerika, Mittelamerika, Südamerika, Westindien, Hawaii, Philippinen, Japan, Union der Sowjetrepubliken, Polen, Bulgarien, Österreich, Ungarn, Tschechoslowakei, Jugoslawien, Rumänien, Norwegen, Dänemark, Schweden u. a.

## Parallele Entwicklungen
In Holland wurde am 16. Dezember 1931 Herrn Jacobus Cornelius Kooijman das Patent Nr. 26113 für eine Betonpumpe erteilt (veröffentlicht am 15. Februar 1932). Bei Veröffentlichung der Patentschriften hatten beide Parteien schon Betonpumpen produziert und vermarktet. Angesichts der Ähnlichkeiten der Erfindungen verabschiedete man schon im Juni 1932 eine Vereinbarung über die gemeinschaftliche Nutzung der Patente von Giese / Hell und Kooijman.

## Lizenzrechte
Die Ingenieure Giese und Hell haben Lizenzen ihrer Pumpenpatente und ihrer Verfahrenspatente an folgende Firmen erteilt:
- ab 1931 Torkret-Gesellschaft mbH, Berlin, Deutschland
- ab 1932 Société Allied Maschinery Company S.A., Almacoa, Frankreich
- ab 1932 Chain Belt Company, Milwaukee, Wisconsin, USA

## Ersteinsatz auf Baustellen
Auf folgenden Baustellen wurde die Betonpumpe erstmals eingesetzt:
- Marine-Ehrenmal Laboe, Pumphöhe 38 m
- Deutsches Haus (Flensburg), Länge der Rohrleitung 87 m

## Preise der Betonpumpe
Im Jahr 1941 kostete die Betonpumpe L7 in Lizenzfertigung von Torkret 12.600 Reichsmark.

## Weitere Patentanmeldungen
Max Giese und Fritz Hell verfügten über die erteilten Patente hinaus über folgende Patentanmeldungen:
- H. 114 491 Verfahren zur Herstellung von Betonarbeiten, eingereicht am 23. Dezember 1928
- G. 76 658 Vorrichtung zur Zufuhr des Gutes nach Beton-Mörtelförderpumpen mit hin- und hergehendem Kolben, eingereicht am 11. Juni 1929
- G. 76 937 Verfahren zur Behandlung von Beton, eingereicht am 11. Juli 1929 oder dgl.
- G. 77 807 Pumpe zum Fördern von Mörtel, Beton, eingereicht am 30. Oktober 1929 und dgl.

| Personendaten    | Personendaten                         |
| ---------------- | ------------------------------------- |
| NAME             | Giese, Max                            |
| KURZBESCHREIBUNG | deutscher Bauunternehmer und Erfinder |
| GEBURTSDATUM     | 1879                                  |
| GEBURTSORT       | Sigmaringen                           |
| STERBEDATUM      | 1935                                  |
| STERBEORT        | Kiel                                  |